# Estación de Hospital Virgen Macarena
La estación de Hospital Virgen Macarena será un intercambiador entre las líneas  y  del metro de Sevilla. Se ubicará frente al Hospital Universitario Virgen Macarena y dará servicio tanto al Campus de la Macarena de la Universidad de Sevilla como a los residentes de la zona.
La estación contará con tres niveles. En el primero se encontrará el vestíbulo, mientras que en el segundo circulará la línea 4. El tercer nivel, el más profundo, estará destinado a la línea 3, que cruzará perpendicularmente a la línea 4, pasando por debajo del estacionamiento del hospital a una profundidad de 21 metros. Ambas líneas dispondrán de andenes laterales.
Se prevé que las obras de esta estación de la línea 3 comiencen en el verano de 2025 y tengan una duración de aproximadamente tres años. El tramo bajo el aparcamiento del hospital se excavará mediante la técnica de túnel en mina, mientras que el resto de la estación y los túneles se construirán mediante muros pantalla. Los andenes de la línea 4 quedarán preparados durante las obras de la línea 3, aunque aún no hay una fecha establecida para la construcción de esta cuarta línea.

## Accesos
- Ascensor Doctor Leal Castaño esquina Doctor Fedriani
- El Cerezo Doctor Leal Castaño esquina Doctor Fedriani
- Doctor Leal Castaño esquina Doctor Fedriani
- Ascensor San Juan de Ribera esquina Doctor Marañón
- Hospital Virgen Macarena San Juan de Ribera esquina Doctor Marañón
- Doctor Marañón esquina Doctor Fedriani

## Líneas y correspondencia
| << cabecera        | < estación | línea | estación > | cabecera >>          |
| ------------------ | ---------- | ----- | ---------- | -------------------- |
| En construcción:   |            |       |            |                      |
| Pino Montano Norte | San Lázaro |       | Macarena   | Hospital V. de Valme |
| En estudio:        |            |       |            |                      |
| Circular           | José Díaz  |       | Pío XII    | Circular             |

## Conexiones

### Autobuses urbanos
Diversas líneas de autobuses urbanos propiedad de la empresa TUSSAM tienen parada en la proximidad de la futura estación.
| N.º de parada | LÍNEA | Trayecto                             | Zona         |
| ------------- | ----- | ------------------------------------ | ------------ |
|               | 1     | Polígono Norte Hospital V. del Rocio | Transversal  |
|               | 2     | Puerta Triana - Heliópolis           | Transversal  |
|               | 6     | San Lázaro - Hospital V. del Rocio   | Transversal  |
|               | 10    | Ponce de León - San Jerónimo         | Radial Norte |
|               | 13    | Plaza del Duque - Pino Montano       | Radial Norte |
|               | 14    | Plaza del Duque - Polígono Norte     | Radial Norte |

En la zona, además de una parada de taxis, también se encuentra una estación del servicio de bicicletas públicas Sevici.